# Ovoviviparità

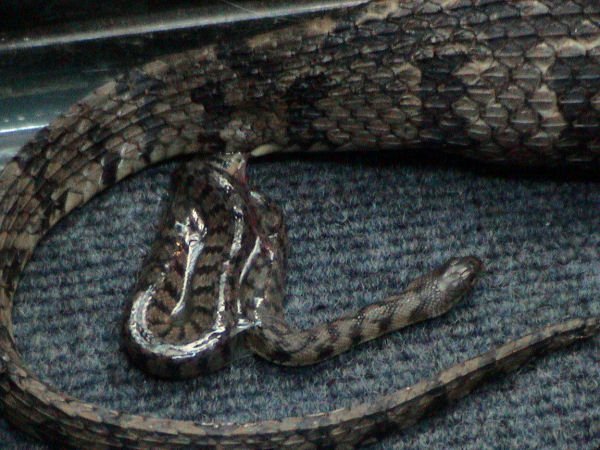
Nascita di un serpente ovoviviparo

L'ovoviviparità è un tipo di riproduzione di alcune specie animali in cui le uova sono incubate e si schiudono all'interno dell'organismo materno, ma senza che vi sia alcuna relazione nutritiva, come invece accade nella viviparità.
Si riscontra in alcune specie di pesci, come gli squali, di rettili, come la vipera, e di invertebrati, come gli scorpioni o il mollusco cefalopode Ocythoe tuberculata